# Two Sides to Every Story
Two Sides to Every Story är ett studioalbum med den amerikanske sångaren och låtskrivaren Gene Clark.
Efter bakslaget med sitt förra album, No Other från 1974, ansågs Gene Clark som en persona non grata inom musikindustrin. Det gick tre år innan albumet Two Sides to Every Story släpptes. Clark och Thomas Jefferson Kaye (som producerade No Other) bekostade själv inspelningen av albumet och fick efter någon tid kontrakt med skivbolaget RSO Records. Albumet lanserades januari 1977.
Two Sides to Every Story återutgavs 2013 av skivbolaget High Moon Records.

## Låtlista
Sida 1
1. "Home Run King" – 2:58
2. "Lonely Saturday" – 4:04
3. "In the Pines" (trad.) – 4:22
4. "Kansas City Southern" – 4:34
5. "Give My Love to Marie" (James Talley) – 6:33

Sida 2
1. "Sister Moon" – 5:06
2. "Marylou" (Obie Jessie, Sam Ling) – 3:30
3. "Hear the Wind" – 3:07
4. "Past Addresses" – 5:40
5. "Silent Crusade" – 4:15

- Alla låtar skrivna av Gene Clark där inget annat anges.

## Medverkande
- Gene Clark – gitarr, sång

Medverkande musiker
- Jeff Baxter – gitarr
- Doug Dillard – banjo
- Byron Berline – fiol
- Jim Fielder – basgitarr
- Mike Utley – keyboard
- Jerry McGee – gitarr
- Al Perkins – gitarr
- Sammy Creason – trummor
- John Hartford – bakgrundssång
- Emmylou Harris – bakgrundssång
- Steven Soles – bakgrundssång
- Thomas Jefferson Kaye – bakgrundssång
- Daniel Moore – bakgrundssång
- Matthew Moore – bakgrundssång
- Pepper Watkins – bakgrundssång
- David Campbell – arrangering